# Requiem (Gouvy)
Pour les articles homonymes, voir Requiem (homonymie).
Le Requiem op. 70 de Théodore Gouvy est une messe de Requiem dont la composition fut achevée durant l'été 1874.

## Histoire
La partition d'orchestre est datée du 1er septembre 1874. Le manuscrit de la réduction pour chant et piano porte quant à lui les dates des 20 mai et 30 juin. à Hombourg-Haut dans l'actuel département de la Moselle.

## Structure
L'ouvrage comporte sept parties:
- 1. Introïtus
- 2. Dies Irae
- 3. Recordare
- 4. Confutatis
- 5. Offertoire
- 6. Sanctus
- 7. Agnus Dei

## Analyse
Le ton principal de l’œuvre est mi bémol mineur. Celle-ci est écrite pour chœur mixte à quatre voix, quatre solistes (soprano, contralto, ténor, basse) et orchestre symphonique.